# Eucheilota maasi
Eucheilota maasi is een hydroïdpoliep uit de familie Lovenellidae. De poliep komt uit het geslacht Eucheilota. Eucheilota maasi werd in 1911 voor het eerst wetenschappelijk beschreven door Neppi & Stiasny. 